# 4480 Nikitibotania
4480 Nikitibotania (1985 QM4) là một tiểu hành tinh vành đai chính được phát hiện ngày 24 tháng 8 năm 1985 bởi N. S. Chernykh ở Nauchnyj.